# Ћ
Ћ, ћ – litera cyrylicy używana w alfabecie języka serbskiego, oznaczająca [ʨ]. Jej łacińskim odpowiednikiem według normy ISO 9 jest litera „Ć”. Często odpowiada macedońskiemu Ќ. Kształt małej litery (ћ) jest zbliżony do innej litery – ħ.

## Kodowanie
| Znak                   | Ћ                            | Ћ                            | ћ                          | ћ                          |
| ---------------------- | ---------------------------- | ---------------------------- | -------------------------- | -------------------------- |
| Nazwa w Unikodzie      | Cyrillic Capital Letter Tshe | Cyrillic Capital Letter Tshe | Cyrillic Small Letter Tshe | Cyrillic Small Letter Tshe |
| Kodowanie              | dziesiątkowo                 | szesnastkowo                 | dziesiątkowo               | szesnastkowo               |
| Unicode                | 1035                         | U+040B                       | 1115                       | U+045B                     |
| UTF-8                  | 208 139                      | d0 8b                        | 209 155                    | d1 9b                      |
| Odwołania znakowe SGML | &#1035;                      | &#x040B;                     | &#1115;                    | &#x045B;                   |
| Macintosh Cyrillic     | 203                          | CB                           | 204                        | CC                         |
| ISO 8859-5             | 171                          | AB                           | 251                        | FB                         |
| Windows-1251           | 142                          | 8E                           | 158                        | 9E                         |
| Code page 855          | 149                          | 95                           | 148                        | 94                         |